# Putney (hrabstwo Windham)
Putney – jednostka osadnicza w Stanach Zjednoczonych, w stanie Vermont, w hrabstwie Windham.